# Kórnos
Kórnos (grec moderne : Κόρνος) est un village chypriote situé dans le district de Larnaca et comptant 2 083 habitants.